# Hypotrichidium
Hypotrichidiidae
Genre
Classification GBIF
Famille
Hypotrichidium est un genre de Ciliés de la classe de l’ordre des Stichotrichida et de la famille des Spirofilidae, ou bien unique représentant de la famille des Hypotrichidiidae.

## Étymologie
Le nom Hypotrichidium vient de hypo-, « en dessous », et -trichi, « poil, cheveu », en référence aux rangées de cils que cet organisme porte sur sa surface inférieure.

## Description

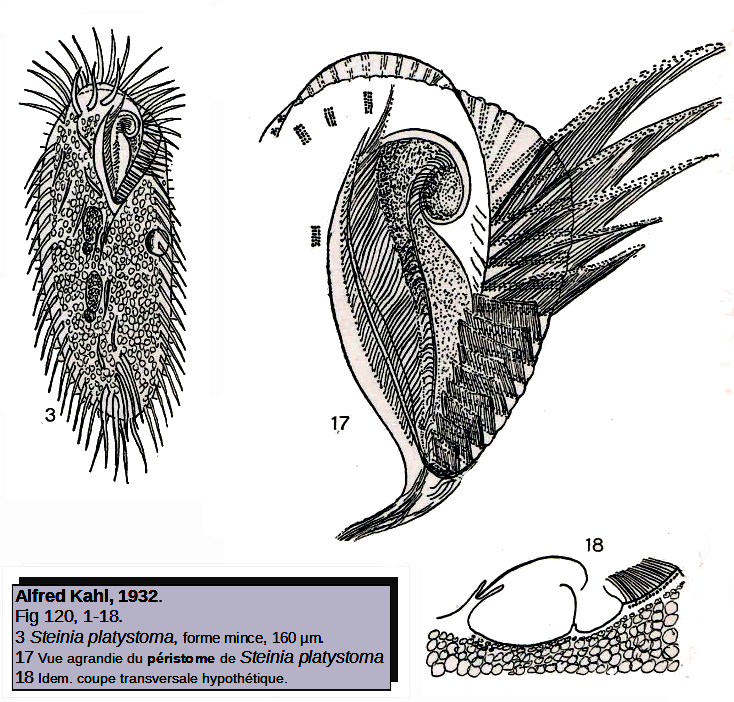
Steinia platystoma (d'après Alfred Kahl, 1932).

Le genre Hypotrichidium présente quatre rangées de cirres (deux marginales et deux ventrales) qui entourent, de manière hélicoïdale, le corps peu aplati. Parmi les trois rangées du champ frontal, celle qui se trouve à droite est probablement une section de la rangée ventrale gauche. 
Le péristome correspond entièrement à celui de Steinia platystoma ; c'est l’appareil de capture d'algues et d'infusoires le plus développé parmi les Oxytrichidae (famille de ciliés dans laquelle Kahl classait alors le genre Hypotrichidium avant que Jankowski n'en face une famille à part en 1975), que Hypotrichidium holoplanctonique (en) capture lors de sa nage rotative au moyen de la grande membrane ondulante.

## Liste des espèces
Selon GBIF (29 octobre 2023) :
- Hypotrichidium africanum Jankowski, 1979
- Hypotrichidium caudatum Kahl, 1932
- Hypotrichidium conicum Ilowaisky, 1921 (espèce type)
- Hypotrichidium deflectum
- Hypotrichidium geleii Lohmann, 1908
- Hypotrichidium labiatum
- Hypotrichidium simplex (Bhatia, 1936) Jankowski, 1979

## Systématique
Le genre et son espèce type Hypotrichidium conicum ont été décrits en 1921 par le microbiologiste tchèque Sergej Aleksandrovič Ilowaisky (d). Le nom valide de la famille monogénérique est Hypotrichidiidae Jankowski, 1975.